# Juan de Castromocho
Juan Rodríguez de Castromocho (Castromocho, ? - Palencia, 1397) fue un eclesiástico castellano. Obispo de Jaén, de Sigüenza y de Palencia.
Descendiente de la Casa de Castro, fue capellán del rey Pedro I de Castilla y confesor de su hija la infanta Constanza, con quien marchó a los dominios ingleses cuando el rey Pedro fue asesinado por su hermano Enrique II; por estas fechas fue nombrado obispo de Aquis. Regresó a España acompañando a la hija de Constanza, Catalina de Lancáster, que venía a contraer matrimonio con Enrique III (1388).
Fue sucesivamente obispo de Jaén, 
de Sigüenza y de Palencia.
Se le atribuye la autoría de una crónica apologética de Pedro I, que supuestamente fue hecha desaparecer por su sucesor Enrique II para ser sustituida por la que escribió Pero López de Ayala, más crítica con el reinado del primero.
Muerto en Palencia en el desempeño de sus funciones episcopales en 1397, fue sepultado en la capilla de las once mil vírgenes (actual capilla de San José) de la catedral palentina.